# 聖日耳曼赦令
《聖日耳曼赦令》（法語：édit de tolérance de Saint-Germain）又稱為《一月赦令》（法語：Édit de janvier），是指法蘭西王國國王查理九世在攝政王凱薩琳·德·麥地奇要求下，於1562年1月17日在聖日耳曼昂萊簽署並頒布的宗教寬容令。在該詔令文書由掌璽大臣米歇爾·德·洛皮塔爾起草，同意在以天主教會為主導的法國，提供喀爾文主義新教胡格諾派教徒享有有限的宗教自由（包括有權在城鎮進行私人禮拜，及在郊區進行公眾禮拜），但也對他們的行為有所限制。
在天主教會和新教各陣營準備對抗的緊張局勢下，《聖日耳曼法令》代表著凱薩琳·德·麥地奇和米歇爾·德·洛皮塔爾希望各方和解的想法。這項法令也是自1560年頒布《昂布瓦斯敕令》開始，連續幾年逐漸走向宗教自由化的頂峰。兩個月後，巴黎高等法院因為首都巴黎局勢迅速惡化，認可這項法令。最終這項法令的實際效力因為隨後爆發的第一次法國宗教戰爭，而受到極大限制。但是《聖日耳曼法令》也為法國後續的宗教寬容令（如1598年《南特詔書》）奠定基礎。